# Пото (Оклахома)
Пото (англ. Poteau) — город и административный центр округа Ле-Флор, штат Оклахома, США. 
В городе находится государственный колледж имени Карла Альберта (Государственный колледж имени Карла Альберта).

## История
Пото был основан на реке Пото в 1885 году. А название реки в свою очередь дано французскими исследователями во главе с Бернаром де ла Арпом в начале XVIII века. Poteau — это французское слово, означающее «столб», и считается, что французы использовали столб или кол, чтобы отметить устье реки.
В 1886—1887 гг. через город была проложена железнодорожная линия Southern Railway ведущая в Парис, Техас. В 1887 году здесь было открыто почтовое отделение. В 1896 году начала работу железная дорога Kansas City, Pittsburg and Gulf Railroad, в 1900 году эта дорога стала частью Kansas City Southern Railway.
В 1898 году Пото был инкорпорирован и получил статус города.

## География
По данным Бюро переписи населения США, город имеет общую площадь 82 км², из них 74 км² земель и 7,8 км² вода. Город находится в 19 км к западу от границы штатов Оклахома и Арканзас. Город находится в долине Cavanal Hill, получившего название «Самый высокий холм в мире», с высотой отметки 1 999 футов (609 м).

## Демография
По данным переписи населения США на 2000 год численность населения города Пото составляла 7939 человек, насчитывалось 3013 домашних хозяйств, в городе проживало 2042 семей. Плотность населения 107 чел на км². Плотность размещения домов — 45,2 на км². Расовый состав: 82,14 % белые, 0,38 % азиаты, 2,24 % чернокожие, 10 % коренных американцев, 0,03 % гавайцы и выходцы с тихоокеанских островов, 1,39 % другие расы, 3,83 % потомки двух и более рас.
Медианный доход на одно домашнее хозяйство в городе составлял $26178, доход на семью $31226. У мужчин средний доход $24595, а у женщин $20625, среднедушевой доход 15175. 19,3 % семей или 22,1 % населения находились ниже порога бедности, в том числе 31,8 % молодёжи моложе 18 лет и 13,4 % людей в возрасте 65 лет и старше.